# Scooby !
Pour plus de détails, voir Fiche technique et Distribution.
Scooby ! (Scoob!) est un film d'animation américain réalisé par Tony Cervone sorti directement en vidéo à la demande aux États-Unis et au Québec et au cinéma en France en 2020.
Le film débute alors que le jeune Sammy Rogers rencontre sur la plage un chiot errant qu'il ramène chez lui. Il l'adopte, le baptise Scooby-Doo et lui offre un collier avec ses initiales « S. D. » inscrites sur le médaillon. Le soir d'Halloween, les deux amis rencontrent Fred, Vera et Daphne et deviennent inséparables. Depuis Sammy Rogers, Fred Jones, Vera Dinkley et Daphne Blake sont amis et résolvent des enquêtes mystérieuses avec le chien de Sammy, Scooby-Doo. Ils forment l'équipe Mystère et Cie et se déplacent avec un van surnommé la Mystery Machine. Après des centaines d'affaires résolues et une multitude d'aventures, Scooby-Doo et ses amis enquêtent sur un complot mondial destiné à déchaîner les forces d'un chien-fantôme nommé Cerbère. Ils vont par ailleurs découvrir que Scooby est porteur d'un lourd héritage et qu'il est promis à un destin que personne n'a jamais su.
Il s'agit d'un film d'animation mettant en scène des personnages apparus pour la première fois dans la série télévisée animée Scooby-Doo (Scooby-Doo, Where Are You !) diffusée dès 1969. C'est également un film crossover avec les apparitions de personnages tirés d'autres œuvres de Hanna-Barbera Productions comme Sans Secret, l'écureuil agent secret, Capitaine Caverne, Dynomutt, Dog Wonder (en) et Les Fous du volant.

## Synopsis
À la  plage de Venice, Norville "Sammy" Rogers est un petit garçon solitaire qui a du mal à se faire des amis. Un jour, il rencontre un chiot Dogue allemand errant avec lequel il se lie immédiatement d'amitié et décide de l'appeler Scooby Dooby Doo, afin que le chien ne se fasse pas embarquer par un policier vers la fourrière. La nuit d'Halloween, les deux compères rencontrent ceux qui deviendront leurs meilleurs amis et compagnons d'aventure : Fred Jones, Vera Dinkley et Daphne Blake. Les cinq jeunes résolvent ensemble leur première enquête au sujet d'une maison hantée, où ils démasquent un voleur (qui s'avère être un voisin du quartier) qui se déguisait en fantôme et effrayait quiconque s'approchait de la bâtisse où il y dissimulait son butin. À partir de ce moment, le groupe devient inséparable et, une fois qu'ils ont grandi,  commencent à voyager dans tout le pays à la recherche de mystères à résoudre à bord de la Mystery Machine, formant ensemble Mistery Inc.
Un jour, le groupe est abordé par le célèbre animateur de télévision Simon Cowell. Ce dernier propose à Mistery Inc. de créer une véritable société d'enquête sur la résolution de mystères, ce qui ravit le groupe.  Mais avant de commencer à les financer, il tente de convaincre Fred, Vera et Daphne d'exclure Sammy et Scooby de l'équipe, estimant qu'ils représentent le maillon faible du groupe (principalement parce qu’ils ne sont bons qu’à saboter les plans d'enquête et toujours prendre la fuite). Offensés, Sammy et Scooby décident de quitter l’équipe avant que leurs amis ne prennent une décision. Le soir même, alors que les deux se consolent en jouant au bowling, ils se font attaqués par de mystérieux robots changeur de forme, qui ont l'intention de les kidnapper. Pendant la fuite, ils sont capturés par un rayon qui les emmènent à bord d'un mystérieux avion. Ils découvrent une fois à bord qu'ils sont à bord du Falcon Fury, le vaisseau du super-héros Blue Falcon (le héros de Sammy et de Scooby dans leur jeunesse). Ils y font également la rencontre de Brian, le nouveau Blue Falcon (qui a pris la relève de son père à la retraite), son compagnon d'aventure le robot chien Dynomutt, et de Lili, la pilote du vaisseau. Pendant ce temps, Fred et les autres remarquent la disparition de leurs amis et parviennent à trouver l'un des robots qui les ont attaqués. Grâce à des analyses menées par Vera, ils découvrent que le robot appartient à Dick Satanas, un super vilain au casier judiciaire bien rempli.
À bord du Falcon Fury, les trois héros expliquent à Sammy et Scooby que Satanas cherche les trois crânes de Cerbère, trois reliques ancestrales capables d'ouvrir une porte vers les Enfers, où se trouve la salle du trésor du légendaire Alexandre le Grand. En revanche, ils ignorent ce que Satanas veut exactement de Sammy et Scooby-Don. Peu après, Satanas parvient à les retrouver à bord de son propre vaisseau et tente de les attraper lors d'une course-poursuite, mais le Falcon Fury parvient à le semer. Pendant ce temps, Vera découvre en enquêtant sur Satanas, que ces derniers temps, le criminel a mené de nombreuses recherches sur plusieurs chiens à travers le monde, dont Scooby-Doo. Elle découvre également que tous ces chiens sont apparentés à Péritas, le chien d'Alexandre le Grand et le seul capable d'ouvrir la salle du trésor aux Enfers.
De son côté, Scooby et les autres sont attirés dans un piège de Satanas, dans un vieux parc d'attractions abandonné en Roumanie. Convaincus que l'un des crânes de Cerbère se trouve là-bas, le criminel lâche ses robots contre eux alors que Sammy, Scooby et Brian cherche l'un des crânes. Satanas tente d'attraper Scooby en révélant à Sammy qu’il n’est pas utile pour lui et qu'il a déjà récupéré deux crânes. Le groupe parvient à s'échapper et à sauver Scooby mais Sammy commence à se sentir exclu et à devenir jaloux de l'attention que le chien reçoit de Blue Falcon et de son équipe, craignant de perdre son meilleur ami. Pendant ce temps, Satanas kidnappe Fred, Vera et Daphne, pour pouvoir les utiliser contre leurs amis : alors qu'ils sont dans l'avion en tentant de s'échapper, ils découvrent que Satanas avait également un fidèle compagnon de crime, son chien Diabolo. Ce dernier explique que lorsqu'il a ouvert pour la première fois le portail menant à la salle du trésor des Enfers, il a envoyé Diabolo en premier pour récupérer le trésor. Mais le chien n'étant pas un descendant de Péritas, le portail s’est refermé devant lui et empêchant ainsi au chien de ressortir. Les jeunes comprennent que la raison pour laquelle Satanas essaie de rouvrir le portail n'est pas uniquement pour s'emparer du trésor, mais aussi de pouvoir retrouver Diabolo, prisonnier depuis des années dans les Enfers.
Enfin, Blue Falcon et son équipe découvrent l'emplacement du dernier crâne grâce à Véra. Il se trouve à plusieurs kilomètres sous le sol du pôle Nord, où un écosystème particulier s'est développé. Ici, Sammy décide de rester au vaisseau et souhaite que Scooby fasse de même. Mais lui et Scooby se disputent, où le jeune homme reproche à son chien de ne plus se soucier de leur amitié, au point d'exiger que Scooby choisisse entre lui et la Falcon Force. Scooby choisit ce dernier, au grand dam de Sammy. Ils y rencontrent un étrange homme des cavernes de petite taille, le Capitaine Caverne, le gardien du crâne, qui défie Scooby et Blue Falcon dans un combat dans l'arène pour qu'ils gagnent la relique. Pendant ce temps, Fred (qui est en réalité Satanas déguisé) trouve Sammy et le convainc de retrouver Scooby. Ce dernier et Blue Falcon, quant à eux, sont facilement vaincus par Capitaine Caverne et ne parviennent à se sauver que grâce à Lili et Dynomutt. Au même moment Sammy arrive avec Satanas qui kidnappe Scooby et s'empare du dernier crâne, puis s'enfuit après s'être débarrassé du vrai Fred, de Vera et de Daphne. Secourus par Blue Falcon et les autres, ils ne peuvent cependant arrêter Satanas qui s'enfuit vers la ville d'Athènes, où il a l'intention d'ouvrir le portail des Enfers.
Tout le monde est choqué devant le Falcon Fury détruit et commence à se disputer entre eux, jusqu'à ce que Sammy intervienne. Il avoue qu’il s’est sentit jaloux et négligé par Scooby, puis convainc le groupe de s’unir pour arrêter Satanas et sauver leur ami. Le criminel traîne le chien malteux jusqu'à Athènes et, en utilisant les trois crânes de Cerbère, parvient à matérialiser le portail des Enfers. Cependant, lorsqu'il s'appuie sur la patte de Scooby pour l'ouvrir, Cerbère, le légendaire chien des enfers et gardien du trésor,  franchit le portail et entre dans le royaume des vivants, avec l'intention de le détruire et de déchaîner l'enfer sur Terre.
Sammy et les autres arrivent trop tard mais décident malgré tout d'affronter le monstre, déterminés à le rejeter dans l'Outre-tombe et à sceller son entrée. Alors que Sammy, Scooby, Blue Falcon et ses compagnons distraient Cerbère, Fred, Vera et Daphne examinent le portail et la page d'un ancien code que Fred avait précédemment volé au navire de Satanas. Ils découvrent que le portail peut être scellé à nouveau mais à un prix très élevé. Satanas profite de l'agitation pour se précipiter dans la salle du trésor et y retrouve Diabolo (celui-ci se révèlant être encore en vie), bien que les retrouvailles soient très spéciales. Plus tard, les deux s'enfuient en emportant une partie du trésor.
Scooby et les autres, avec l'aide des robots de Satanas que Daphne avait aidé dans le vaisseau, parviennent à chasser Cerbère dans les Enfers. Mais Vera explique que, selon les inscriptions déchiffrées, la seule façon de fermer la porte est de la sceller des deux côtés. Il faut donc être deux personnes pour le faire : l'héritier de Péritas, c'est-à-dire Scoby-Doo, et son meilleur ami, à savoir Sammy. Au départ, Scooby s’apprête à se sacrifier en restant en Enfers, mais au dernier moment Sammy le remplace et convainc son ami de sceller le portail, le jeune homme restant à l'intérieur de la porte. Scooby et la bande sont triste à l’idée d’avoir perdu leur ami, mais Vera pense qu'Alexandre le Grand n'aurait jamais accepté de se séparer de son meilleur ami et est convaincue qu'il avait mis au point une sortie de secours. Immédiatement, une statue apparaît, le représentant avec Péritas. Lorsque Scooby touche le sceau placé sur la statue, Sammy parvient à revenir, pour le bonheur de tous. Peu de temps après, les robots, qui se sont retournés contre Satanas et Diabolo, capturent les deux malfaiteurs qui sont envoyés en prison par l’équipe de Blue Falcon (bien que Satanas ait tenté de discréditer Simon Cowell après avoir porté un masque le représentant en espérant sauver sa peau).
Quelque temps plus tard, la nouvelle Mystery Inc. ouvre enfin ses portes, avec Sammy et Scooby au sein de l'équipe et l'équipe de Blue Falcon également présents à l'inauguration. Une fois les festivités terminées, Mistery Inc. est cependant engagée pour résoudre une nouvelle affaire avec une toute nouvelle Mystery Machine (détruite plus tôt durant leur aventure).

## Fiche technique
- Titre original : Scoob!
- Titre français : Scooby !
- Réalisation : Tony Cervone
- Scénario : Matt Lieberman, Adam Sztykiel, Jack Donaldson et Derek Eliott d’après une histoire originale de Eyal Podell, Jonathon E. Stewart et Matt Lieberman, d'après les personnages créés par Joe Ruby et Ken Spears
- Décors : Michael Kurinsky
- Montage : Ryan Folsey et Vanara Taing
- Musique : Junkie XL
- Producteurs : Pam Coats et Allison Abbate
- Producteurs délégués : Jon Burton, Chris Columbus, Jesse Ehrman, Andy Horwitz, Dan Povenmire, Charles Roven, Richard Suckle et Adam Sztykiel
- Société de production : Warner Animation Group
- Société de distribution : Warner Bros. Pictures
- Pays d'origine :  États-Unis
- Langue originale : anglais
- Genre : animation, aventures, comédie, fantastique et film de science-fiction
- Durée : 94 minutes
- Format : couleur - 2.35:1 / son Dolby Atmos (Dolby Atmos+Vision) - DTS - Sonics-DDP - Dolby Digital - Dolby Surround 7.1
- Dates de sortie :
  - États-Unis, Canada, Québec : 15 mai 2020 (vidéo à la demande)
  - France : 8 juillet 2020 (en salles)

## Distribution

### Voix originales
- Frank Welker : Scooby-Doo
- Will Forte : Sammy Rogers (Shaggy Rogers en VO)
  - Iain Armitage : Sammy Rogers, jeune
- Amanda Seyfried : Daphne Blake
  - Mckenna Grace : Daphne Blake, jeune
- Zac Efron : Fred Jones
  - Pierce Gagnon : Fred Jones, jeune
- Gina Rodriguez : Vera Dinkley (Velma Dinkley en VO)
  - Ariana Greenblatt : Vera Dinkley, jeune
- Mark Wahlberg : Brian / Blue Falcon
- Kiersey Clemons : Lili (Dee Dee Sykes en VO)
- Ken Jeong : Dynomutt
- Jason Isaacs : Satanas (Dick Dastardly en VO)
- Tracy Morgan : Capitaine Caverne (Captain Caveman en VO)
- Billy West : Diabolo (Muttley en VO)
- Simon Cowell : lui-même
- Eric Cowell : Ben
- Christina Hendricks : l'officier Jaffe
- Adam Sztykiel : l'officier Casey
- Alex Kaufman : l'officier North
- Henry Winkler : Keith
- Maya Erskine : Judy Takamoto
- Justina Machado : Jamie Rivera
- John McDaniel : Hal Murphy
- Fred Tatasciore : Cerbère (Cerberus en VO)
- Harry Perry : lui-même
- Ira Glass : lui-même
- Tony Cervone : le fantôme, Mr. Rigby et Alice
- John DiMaggio : le patron du restaurant
- Don Messick : Space Kook (via archives)

Galerie photo des acteurs
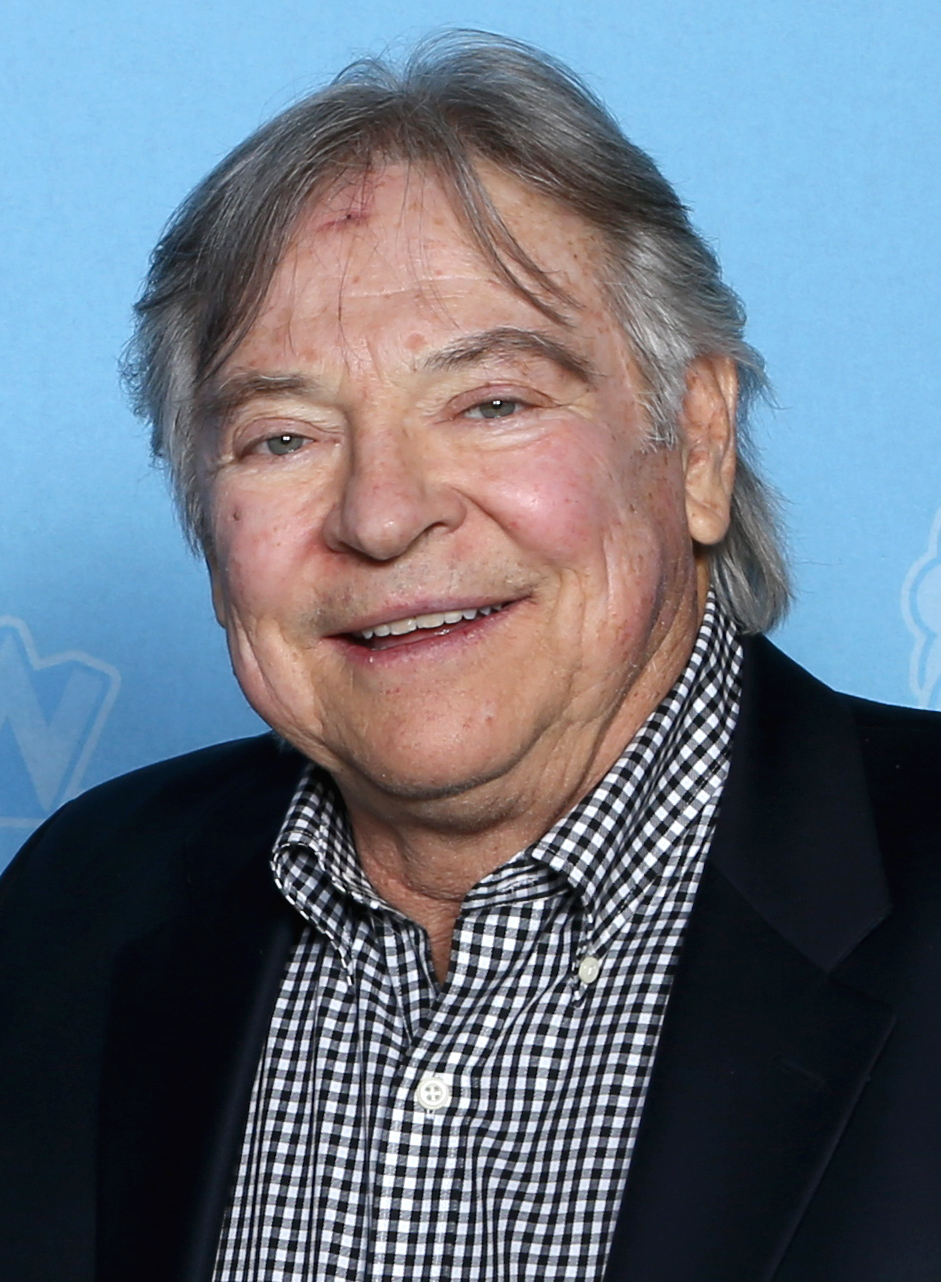
Frank Welker
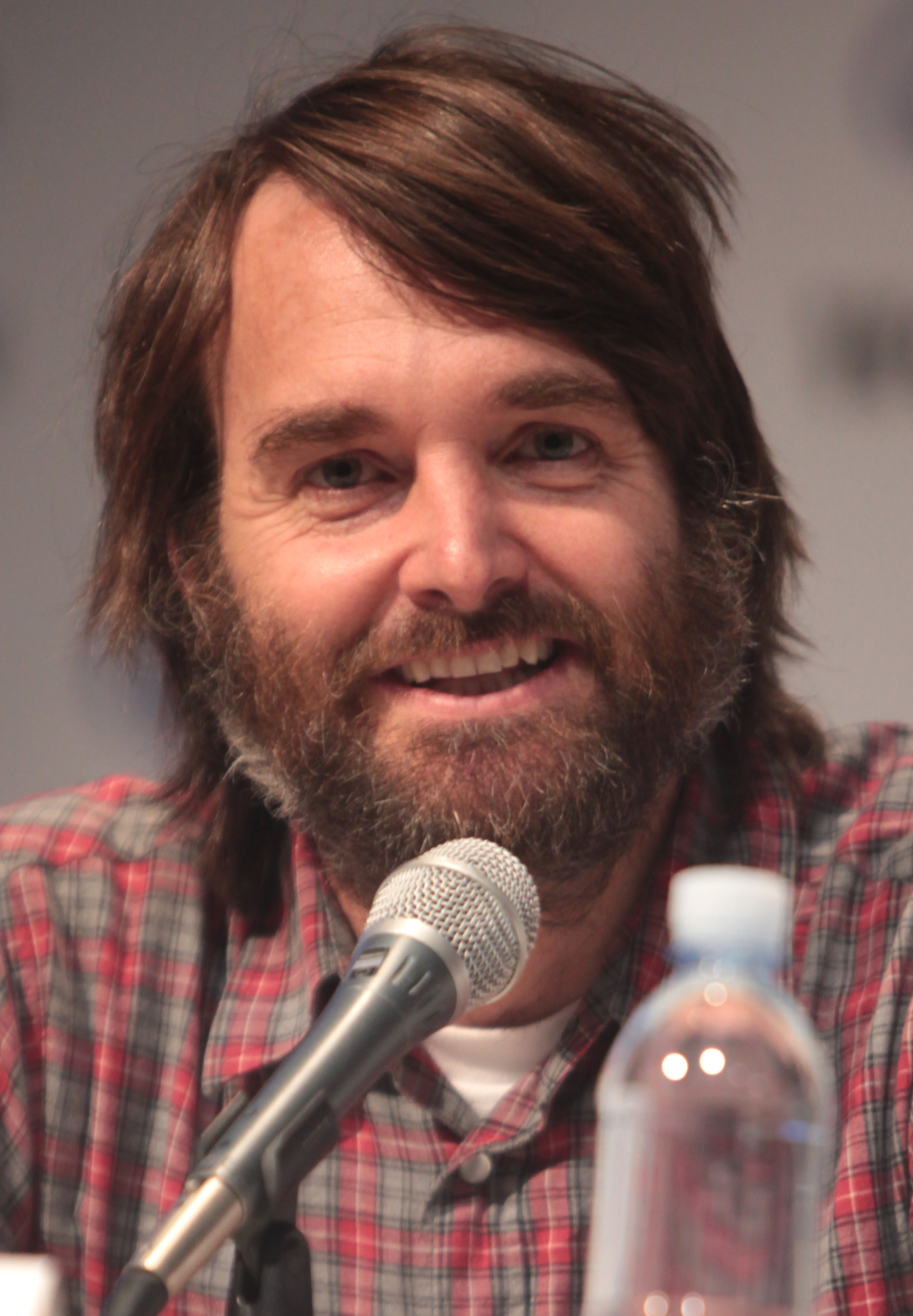
Will Forte
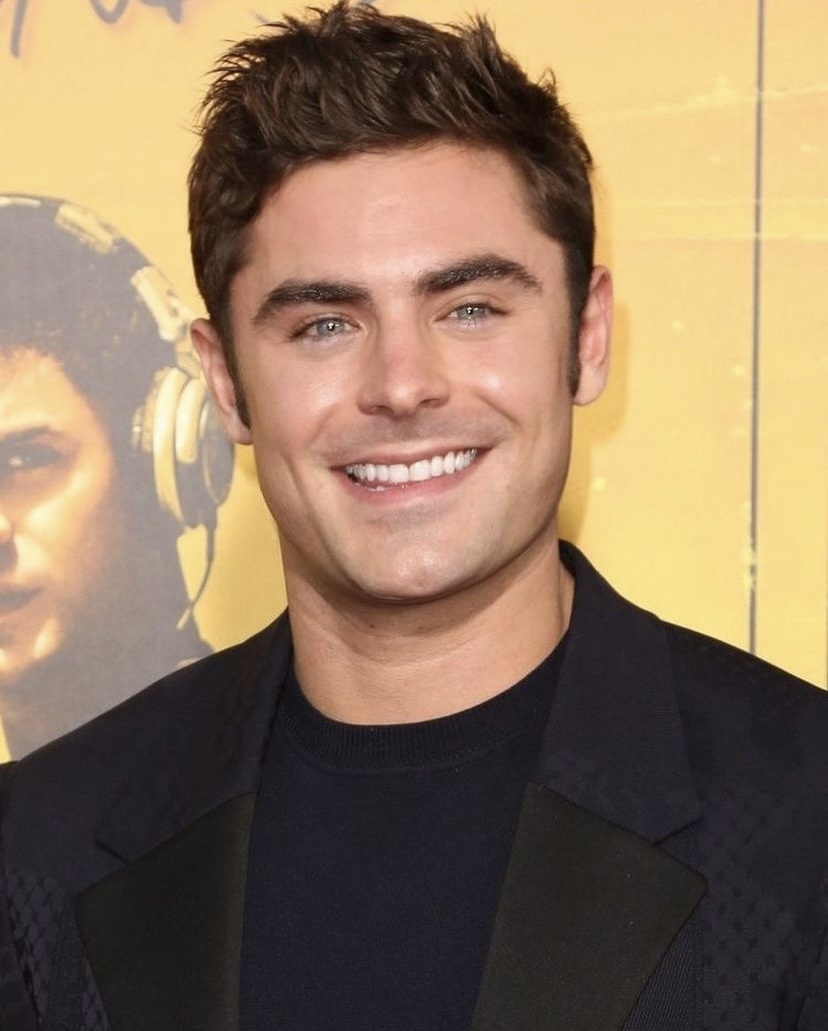
Zac Efron
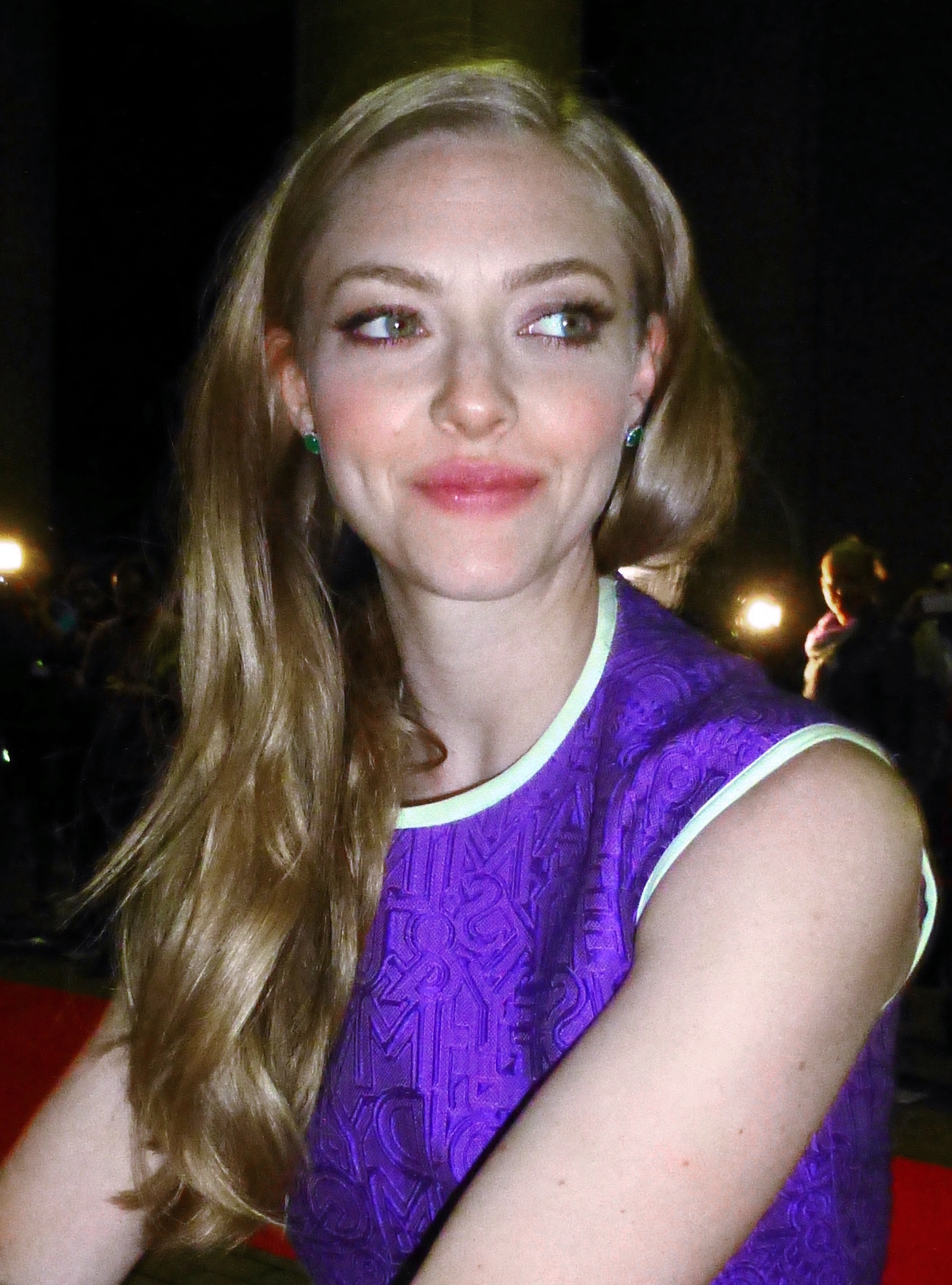
Amanda Seyfried
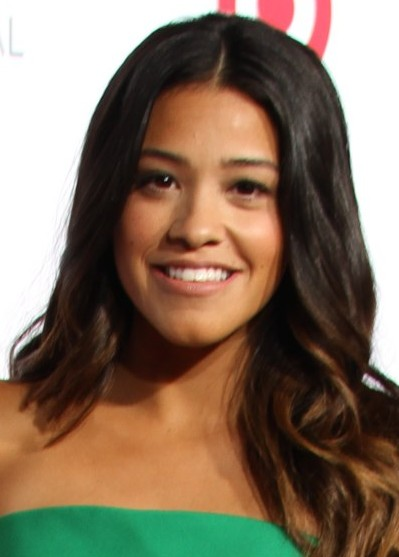
Gina Rodriguez
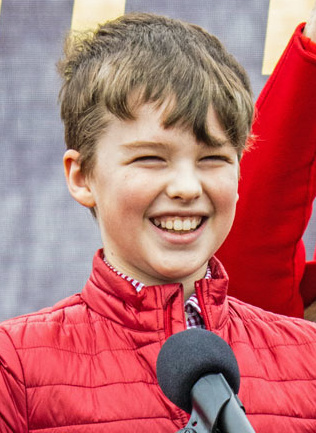
Iain Armitage
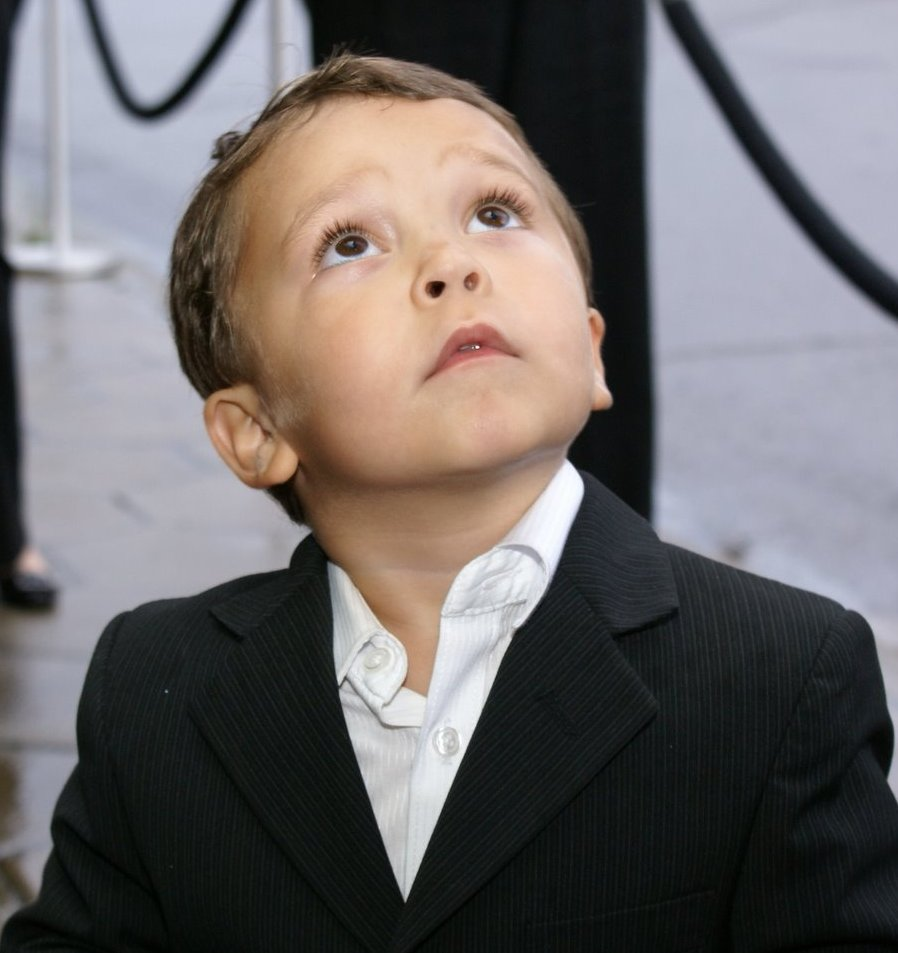
Pierce Gagnon
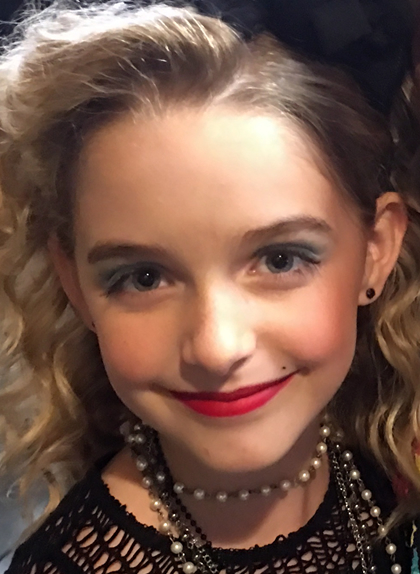
Mckenna Grace
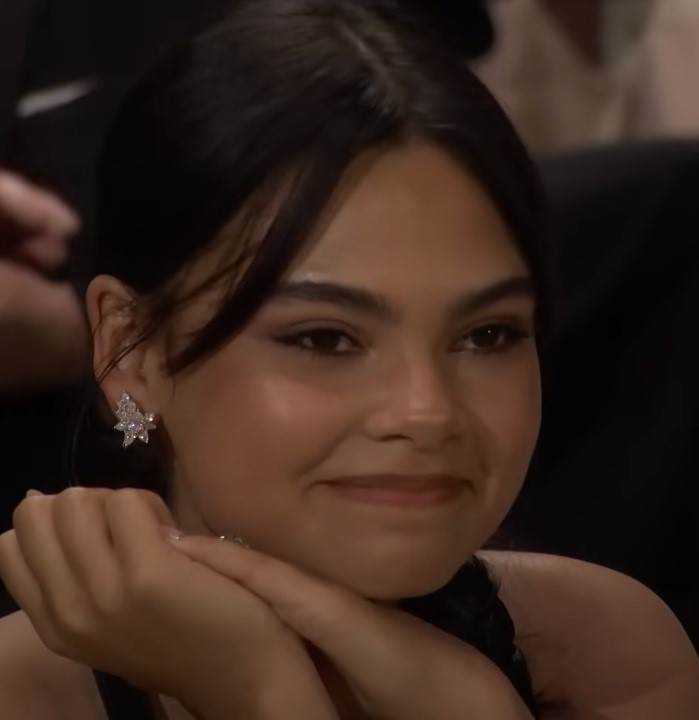
Ariana Greenblatt
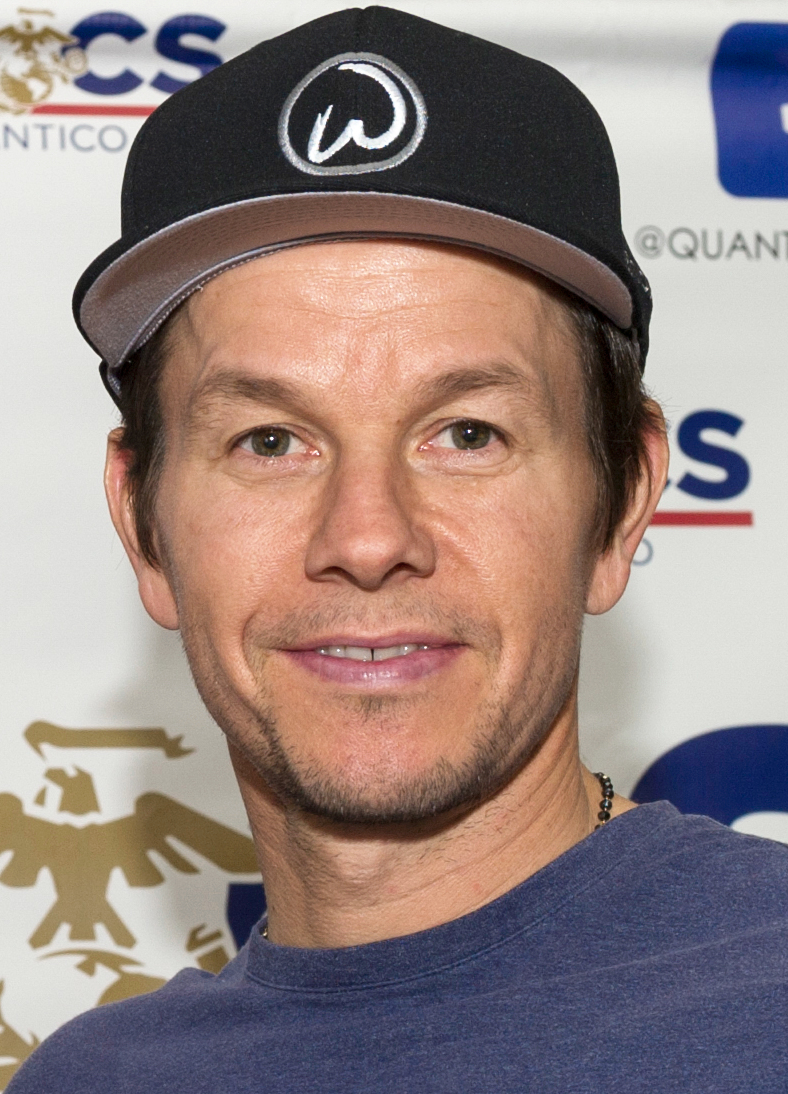
Mark Wahlberg
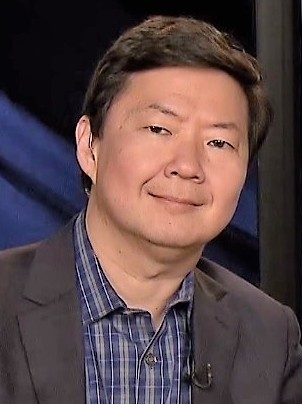
Ken Jeong
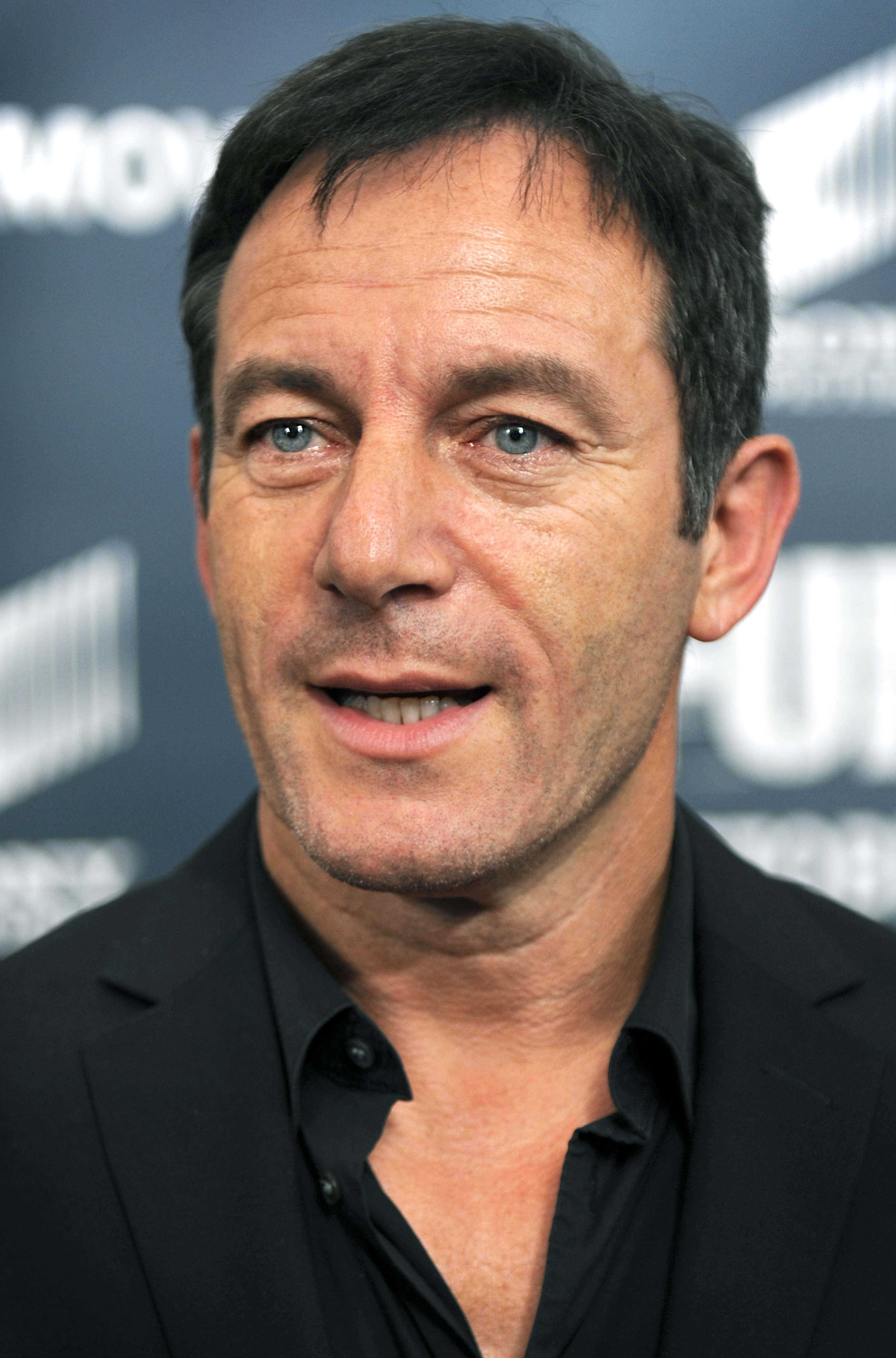
Jason Isaacs
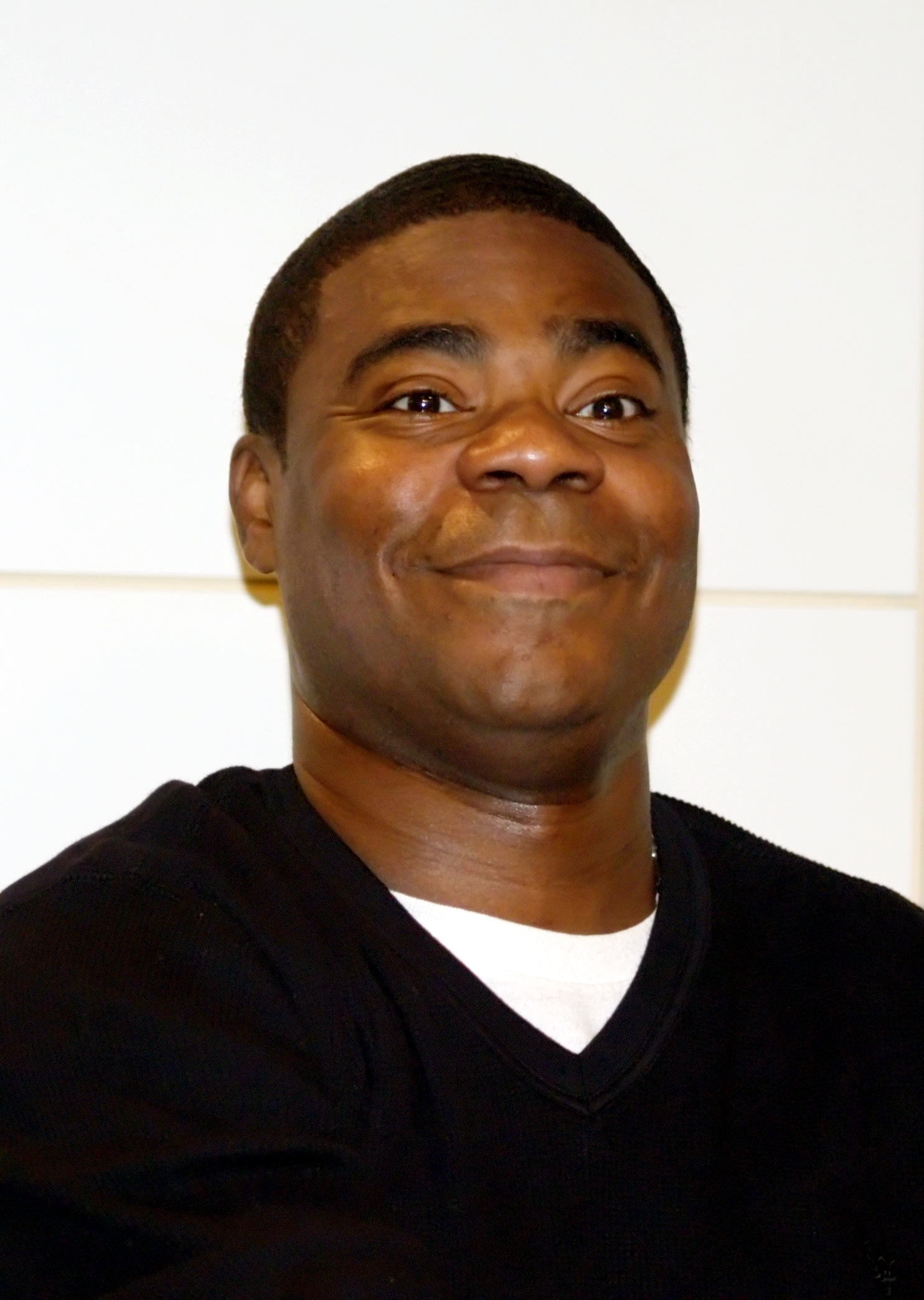
Tracy Morgan
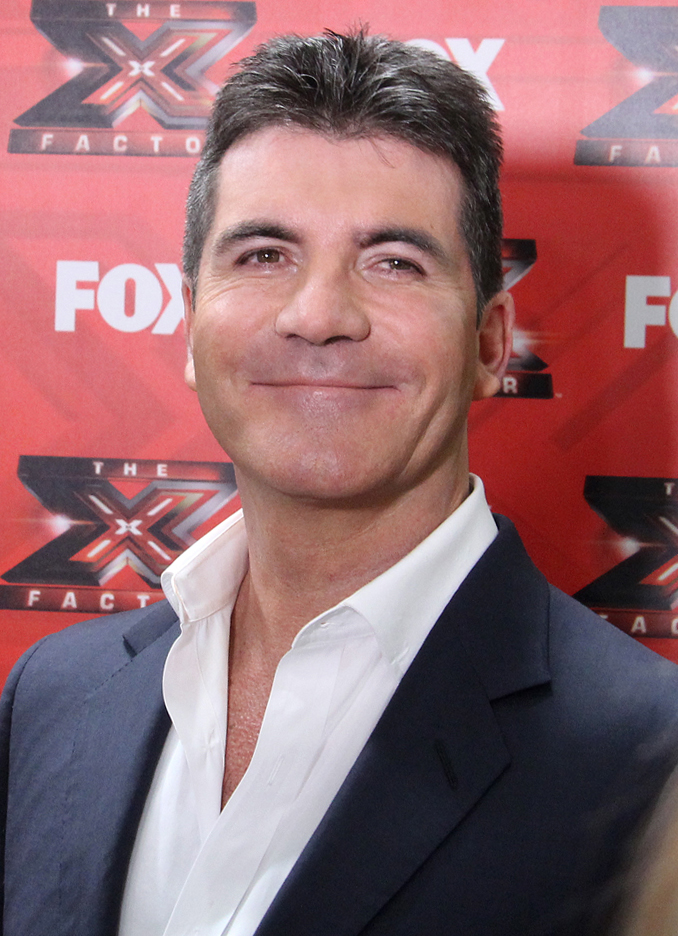
Simon Cowell
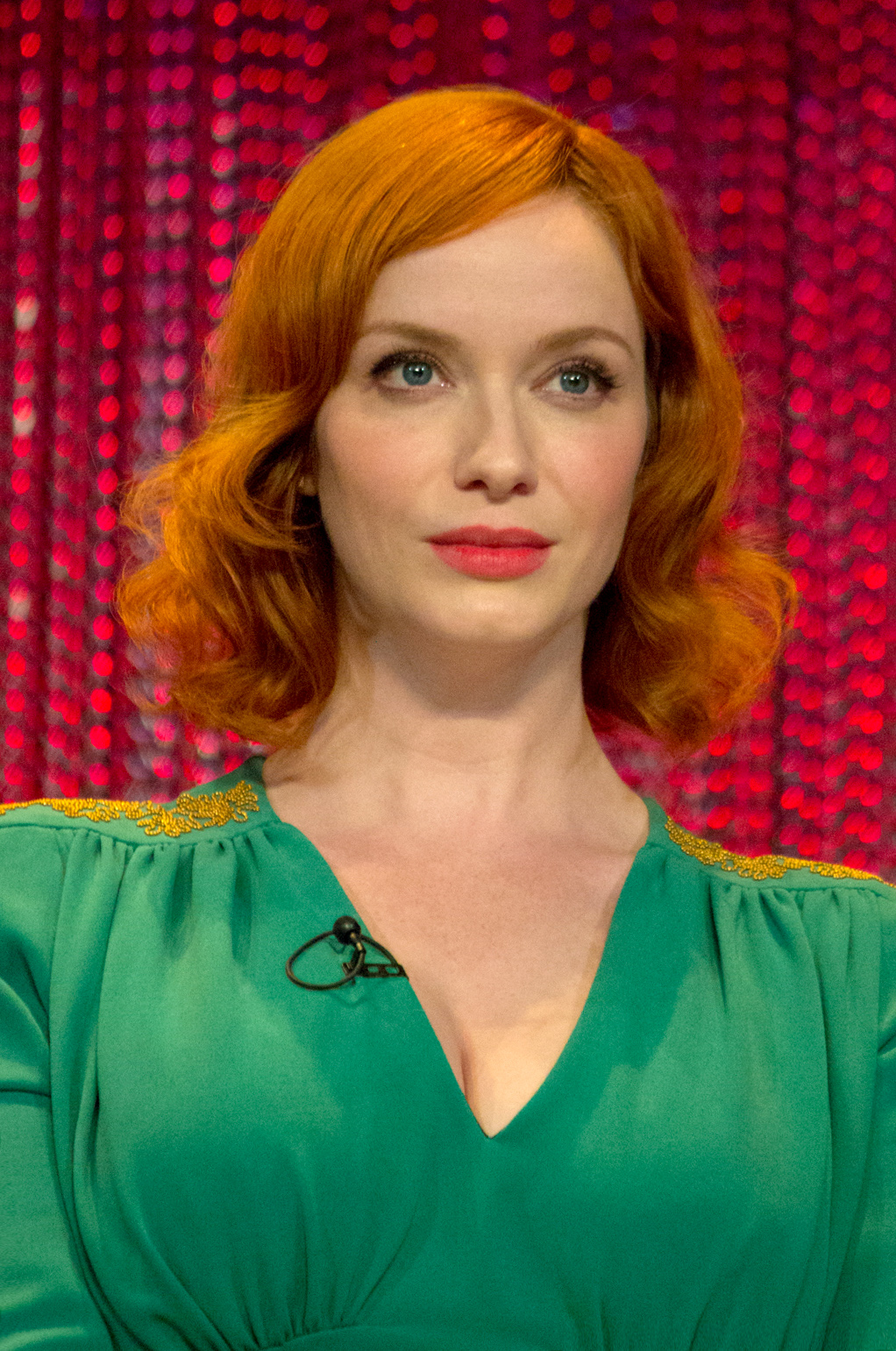
Christina Hendricks
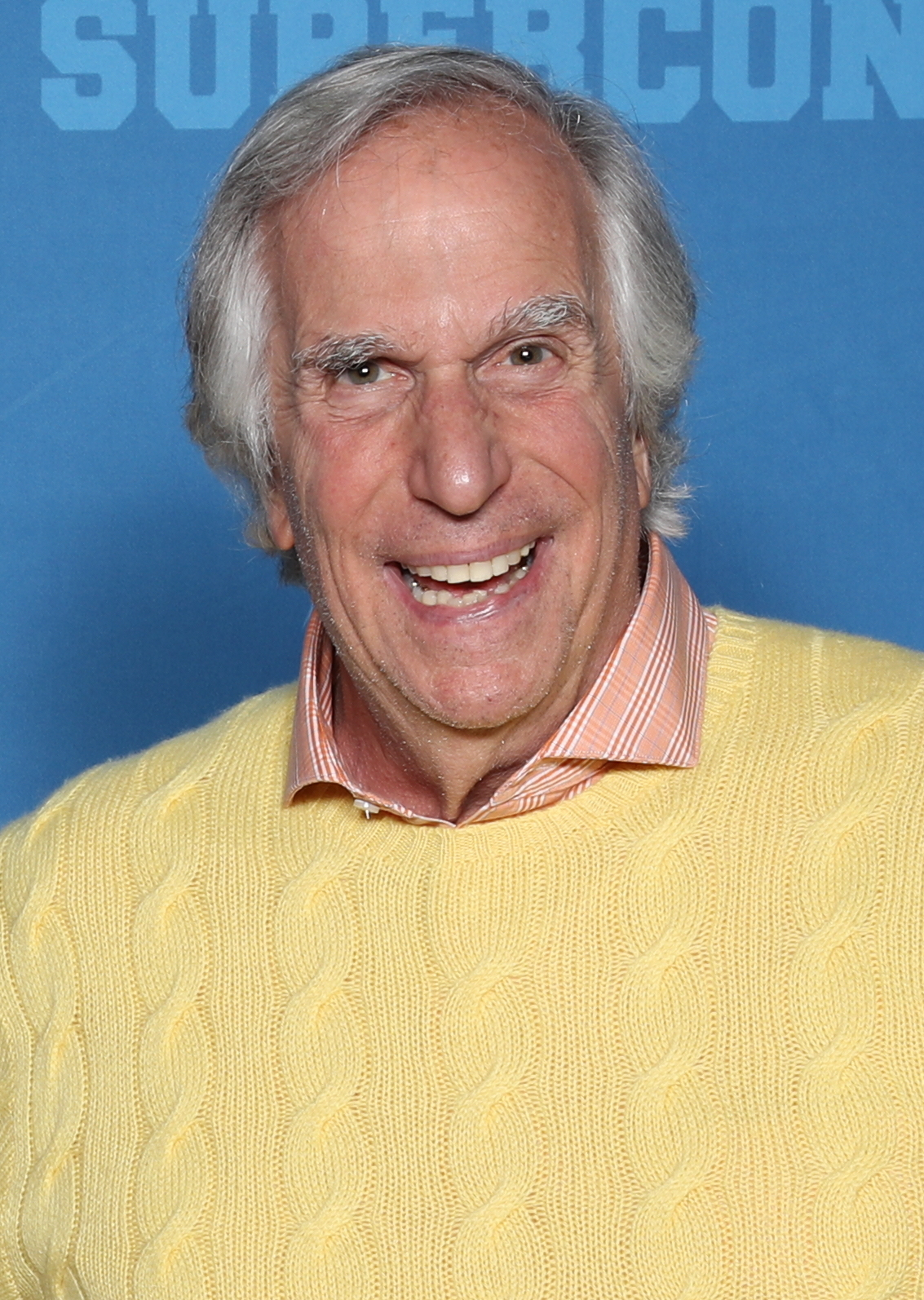
Henry Winkler
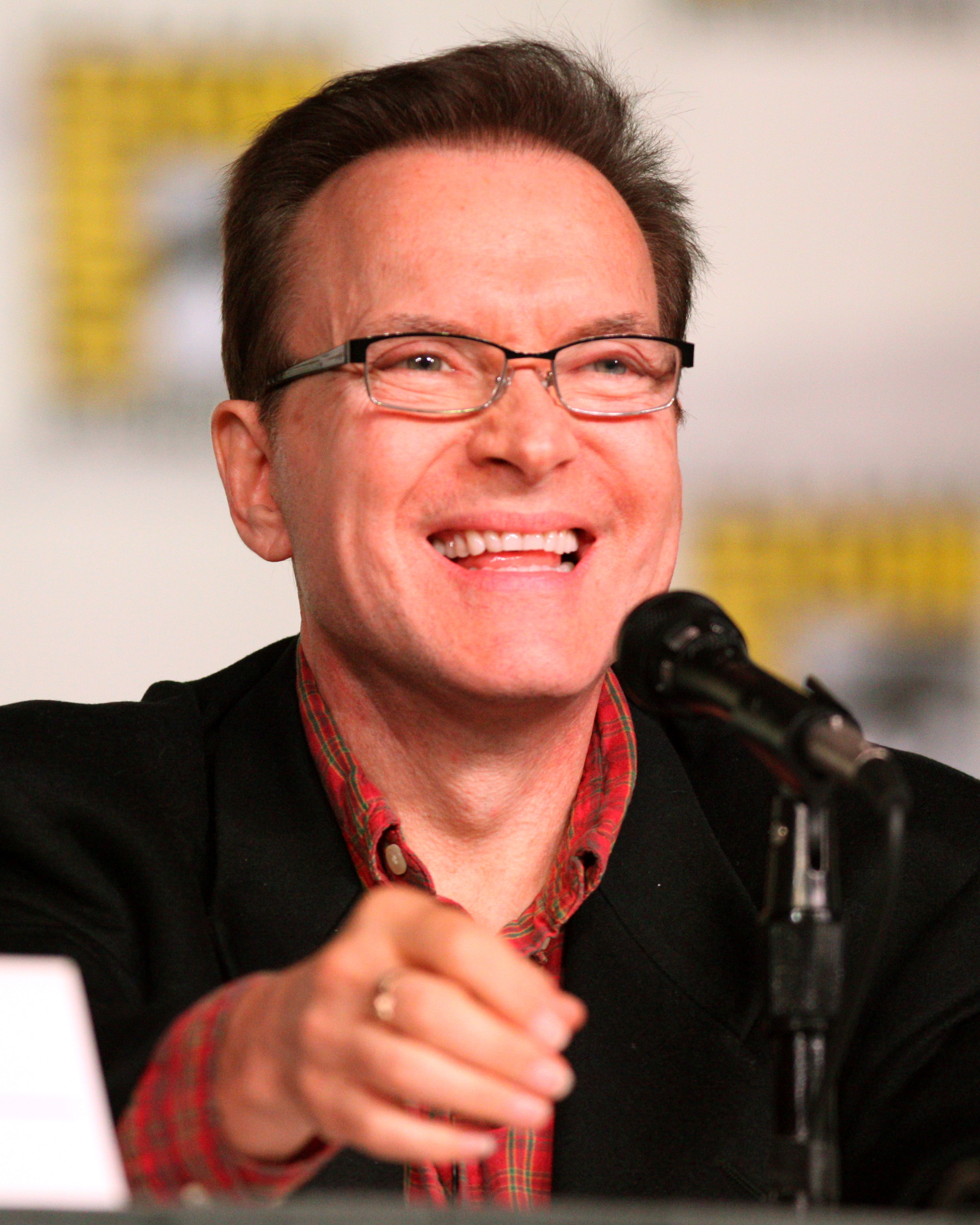
Billy West
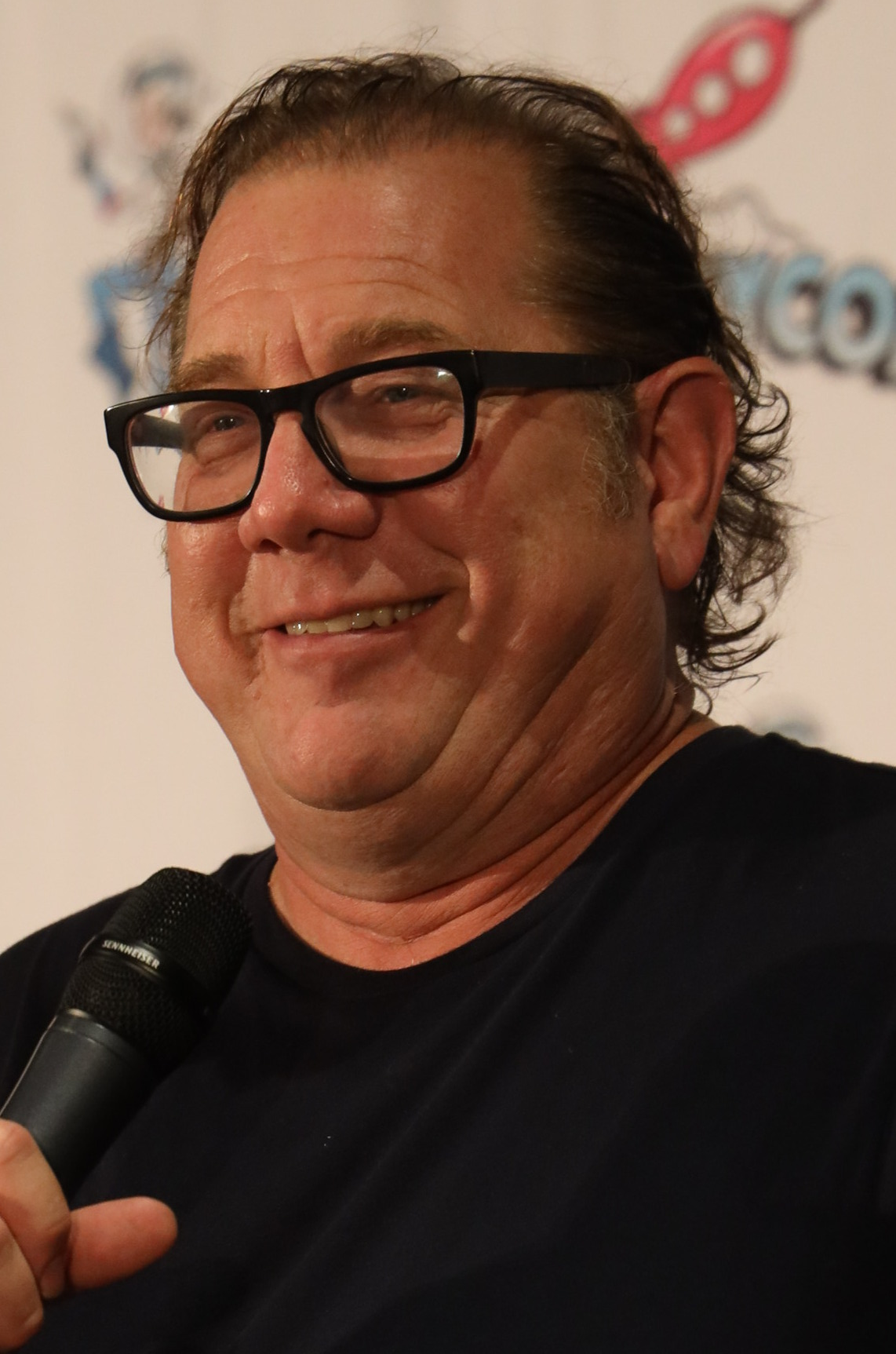
Fred Tatasciore

### Voix françaises
- Éric Missoffe : Sammy Rogers / Scooby-Doo
- Mathias Kozlowski : Fred Jones
- Caroline Pascal : Vera Dinkley
- Céline Melloul : Daphné Blake
- Jean-Philippe Puymartin : Satanas
- Frantz Confiac : Capitaine Caverne
- Fily Keita : Lili
- Yoann Sover : Brian / Blue Falcon
- Xavier Béja : Dynomutt
- Kaycie Chase : Sammy enfant
- Emmylou Homs : Fred Jones Jeune
- Serge Biavan : Simon Cowell
- Laura Préjean : l'officier Jaffe et Jamie Rivera

## Production

### Genèse et développement
En juin 2014, Warner Bros. annonce un reboot de la franchise Scooby-Doo, avec un nouveau film écrit par Randall Green. Le 17 août 2015, Tony Cervone est choisi pour réaliser ce film animé, d'après un scénario de Matt Lieberman. La production est notamment assurée par Charles Roven, Richard Suckle et Allison Abbate. Dan Povenmire serait impliqué dans une capacité créative et serait le producteur exécutif du film.
Au CinemaCon de 2016, il est révélé que le film s'intitulera S.C.O.O.B.. et verra Scooby-Doo et le gang de la Mystery Machine travailler pour une plus grande organisation. Le film est par ailleurs envisagé comme le premier d'un univers cinématographique basé sur le catalogue de Hanna-Barbera Productions. En septembre 2016, Dax Shepard est annoncé comme coréalisateur avec Tony Cervone, tandis qu'il écrira également le scénario avec Lieberman. Cependant, en octobre 2018, Dax Shepard ne fait plus partie du projet et que Kelly Fremon Craig le remplace en tant que scénariste.

### Attribution des rôles
En mars 2019, il a été révélé que Frank Welker prêtera à nouveau sa voix à Scooby-Doo, pendant que Will Forte, Gina Rodriguez, et Tracy Morgan doubleront respectivement Sammy, Vera et Capitaine Caverne. Le même mois, Zac Efron et Amanda Seyfried rejoignent la distribution dans les rôles de Fred et Daphne.
Bien que Don Messick, un comédien qui avait travaillé dans le doublage des studios Hanna-Barbera, soit décédé, les clips audio qui avait enregistré pour Space Kook dans Scooby-Doo, où es-tu ?, sont réutilisés une cinquantaine d'années après la première apparition de ce fantôme. 
Matthew Lillard et Grey Griffin, les voix de longue date de Sammy et Daphne, déclarent en mars qu'ils n'ont pas été contactés pour reprendre leurs rôles,. Le choix de Zac Efron pour doubler Fred marque la première fois que le personnage n'aura pas la voix de Welker.
En avril 2019, Ken Jeong et Kiersey Clemons sont annoncés. En mai 2019, Mark Wahlberg et Jason Isaacs ont rejoint les acteurs principaux avec Mckenna Grace, Iain Armitage, Ariana Greenblat et Pierce Gagnon pour les versions jeunes de Daphne, Sammy, Vera et Fred,,.
En France, à la suite de la mort de Philippe Dumat et de Pierre Collet, ces derniers sont remplacés dans les rôles de Satanas et Diabolo et quant à Roger Carel qui a pris sa retraite en 2014, il ne reprend pas le rôle du Capitaine Caverne.

### Musique
Le 28 janvier 2020, Junkie XL a signé pour composer la musique originale du film.
Le 5 mai 2020, il a été annoncé que la bande originale de Scoob! sortira le 15 mai 2020, avec la chanson "On Me" de Thomas Rhett et Kane Brown, avec Ava Max, et "Summer Feelings" de Lennon Stella, avec Charlie Puth. "On Me" est certifié single d'Or aux Etats-Unis avec 500 000 ventes.

## Accueil

### Critique
En France, le site Allociné recense une moyenne des critiques presse de 2,5⁄5.
Pour Stéphanie Belpêche du Journal du Dimanche, « [Ce film] dénature complètement le concept en y ajoutant d’autres personnages des studios Hanna-Barbera (Satanas et Diabolo, Capitaine Caverne) ! On est dérouté par ce parti pris vain, même si le film ne manque pas d’humour et reste fidèle aux mimiques des héros. ».
François Léger du magazine Première qualifie Scooby ! de « petit film inoffensif sur l’amitié, à l’animation souvent faiblarde. ».

## Sortie
Initialement prévue pour le 13 mai 2020, la sortie française du film a été repoussée au 8 juillet 2020 en raison de la pandémie de Covid-19. 
Aux États-Unis, au Canada et au Québec, la sortie au cinéma du film a été annulée et remplacée par une sortie en vidéo à la demande le 15 mai 2020.

### Commercialisation
Une première bande-annonce est sortie le 11 novembre 2019.
Une deuxième bande-annonce est sortie le 5 mars 2020[réf. nécessaire].